# Bavayia septuiclavis
Bavayia septuiclavis är en ödleart som beskrevs av  Ross A. Sadlier 1989. Bavayia septuiclavis ingår i släktet Bavayia och familjen geckoödlor. IUCN kategoriserar arten globalt som nära hotad. Inga underarter finns listade.